# Haematopus
Haematopus is een geslacht van vogels uit de familie van de scholeksters (Haematopodidae). Het geslacht telt twaalf soorten waarvan een is uitgestorven.

## Soorten
- Haematopus ater – Zuid-Amerikaanse zwarte scholekster
- Haematopus bachmani – Noord-Amerikaanse zwarte scholekster
- Haematopus chathamensis – Chathamscholekster
- Haematopus finschi – Finsch' scholekster
- Haematopus fuliginosus – Australische zwarte scholekster
- Haematopus leucopodus – Magelhaenscholekster
- Haematopus longirostris – Australische bonte scholekster
- Haematopus moquini – Afrikaanse zwarte scholekster
- Haematopus ostralegus – Scholekster
- Haematopus palliatus – Amerikaanse bonte scholekster
- Haematopus unicolor – Nieuw-Zeelandse zwarte scholekster

### Uitgestorven
- † Haematopus meadewaldoi – Canarische scholekster